# Olli & Lissa 3
Olli & Lissa 3, sottotitolato The Candlelight Adventure nelle schermate introduttive, è un videogioco a piattaforme pubblicato nel 1989 per Amstrad CPC, Commodore 64 e ZX Spectrum da Cartoon Time, un'etichetta della Codemasters. 
Fu il terzo e ultimo titolo della serie iniziata con Olli and Lissa e proseguita con il poco correlato Halloween. Il protagonista come nel primo capitolo è Olli, una creaturina stile cartone animato che fa coppia con Lissa, ma il gioco non è lineare come il primo e diviene una più complessa avventura dinamica.

## Modalità di gioco
Il gioco si svolge in un grande castello formato da un labirinto di stanze a schermata fissa collegate da porte circolari. Ogni stanza è composta da un intrico bidimensionale di piattaforme, a volte anche mobili, con scalinate e scalette con i gradini fatti di piccole piattaforme che si salgono saltando.
L'obiettivo di Olli è recuperare tutti i pezzi di un'automobile (si può scegliere tra due modelli di auto a inizio partita) sparsi per il castello e con essi ricostruirla. Per ogni pezzo è necessario trovare prima una lente d'ingrandimento, che usata nel punto giusto consente di individuare il pezzo. Quindi bisogna trovare una chiave inglese e recarsi nel punto di assemblaggio dell'auto per montarlo.
Le stanze sono infestate da strane creature, generalmente pericolose al contatto. Olli può solo camminare in orizzontale, saltare e usare oggetti. Non ha attacchi e deve evitare i nemici per non perdere una delle vite. Anche le cadute da altezze eccessive sono pericolose.
Si possono trovare ulteriori oggetti, come chiavi necessarie per aprire alcune delle porte e altri power-up. Gli oggetti non sono cumulabili e per ogni tipo se ne può trasportare solo uno alla volta, mostrato in un inventario a fondo schermo. Olli trasporta sempre una candela (da cui il sottotitolo "avventura a lume di candela") che si consuma molto lentamente e se finisce causa la sconfitta immediata; altre candele nuove possono essere raccolte. In alcune stanze sono presenti dei telefoni fissi che Olli può usare per ricevere indizi sotto forma di fumetti.
Lissa non compare mai, a parte un suo messaggio scritto quando il gioco termina.